# Very (Pet Shop Boys)
Very is het vijfde studioalbum van de Pet Shop Boys. Het album werd in 1993 uitgebracht op het label Parlophone van EMI.
Na het ingetogen album Behaviour was Very juist het andere uiterste: massief geproduceerde dance met veel elektronische geluiden, afgewisseld met enkele rustige nummers.

## Tracks
1. Can you forgive her? (03:54)
2. I wouldn't normally do this kind of thing (03:04)
3. Liberation (04:06)
4. A different point of view (03:26)
5. Dreaming of the Queen (04:19)
6. Yesterday, when I was mad (03:55)
7. The Theatre (05:11)
8. One and one make five (03:31)
9. To speak is a sin (04:46)
10. Young Offender (04:50)
11. One in a million (03:54)
12. Go West & Postscript (08:21)

## Singles
Van het album werden de volgende singles uitgebracht:
- Can you forgive her? (31 mei 1993)
- Go West (6 september 1993)
- I wouldn't normally do this kind of thing (15 november 1993)
- Liberation (4 april 1994)
- Yesterday, when I was mad (29 augustus 1994)

## Verpakking
Very is in de loop der jaren in vele verschillende hoedanigheden uitgebracht.
De oorspronkelijke cd-uitgave in Europa en de Verenigde Staten bestond uit een speciaal ontworpen oranje cd-doosje in beperkte oplage met noppen (ook wel de Lego case genoemd). De verpakking is ontworpen door Daniel Weil van Pentagram in London.
Het boekje in dit doosje bevatte een oranje ontwerp met kleine foto's van de hoofden van Neil en Chris. Dit ontwerp werd tevens gebruikt als het hoesontwerp van de LP en cassette-uitgaven, waarbij de LP geel als basiskleur had, en de cassette donkerblauw.
De Japanse cd-uitgave bestond uit een gewoon cd-doosje met daarin een boekje met hetzelfde ontwerp als het boekje van de Europese cd-versie. Het Legodoosje is hier niet uitgebracht.
Latere heruitgaven van de cd zouden steeds weer andere ontwerpen laten zien. Een heruitgave uit 1996 bevatte niet het standaardboekje van de uitgave uit 1993 maar een nieuw ontwerp met daarop een foto van het originele doosje tegen een blauwe achtergrond. Op een heruitgave uit 2001 werd het oorspronkelijke effect van de noppen geïmiteerd door met glanzende en matte delen te werken.

## Speciale uitgave
In Europa was Very in een beperkte oplage van 15.000 exemplaren ook beschikbaar als een dubbel-cd, getiteld Very Relentless. De tweede cd, Relentless, is een dancealbum met zes experimentele en overwegend instrumentale tracks. De bedoeling was om hierop voort te borduren en in 1994 een volledig dancealbum uit te brengen met onder andere de tracks van Relentless, maar deze plannen leidden uiteindelijk tot de verschijning van Disco 2. Enkele B-kanten uit deze periode, zoals Euroboy en Some speculation, hebben een hoog Relentless-gehalte. De tracks van Relentless zijn na deze uitgave niet meer opnieuw verschenen.
Tracks:
1. My head is spinning (06:33)
2. Forever in love (06:19)
3. KDX 125 (06:25)
4. We came from outer space (05:24)
5. Man who has everything (06:01)
6. One thing leads to another (06:28)

Very Relentless was eveneens uniek verpakt. Beide cd's zaten in kartonnen hoesjes, en beiden zaten in een doorzichtige rubberen buitenhoes, eveneens met noppen.

## Heruitgaven

### september 1996
In 1996 is Very opnieuw uitgebracht als een mid-price-versie. Deze heruitgave bestond uit een gewoon cd-doosje met een nieuwe hoes, die een foto van de oorspronkelijke cd-doos toont. Er bestaan van deze uitgave twee versies: een met een oranje ontwerp van de achterkant, en een met een roze ontwerp. Het oranje ontwerp is de Engelse persing, het roze ontwerp de Nederlandse.

### 4 juni 2001
In 2001 werd het album geremasterd en op 4 juni in dat jaar opnieuw uitgebracht als een dubbel-cd (Parlophone 7243 5 30511 2 9 / EAN 0724353051129). De eerste cd is het originele album. De tweede, getiteld Further listening 1992-1994, bevat nummers en mixen uit dezelfde periode als het album, die deels nog niet eerder waren uitgebracht.
Het artwork van de voorkant van het album is gebaseerd op de originele cd-uitgave. De achterkant werd geheel opnieuw ontworpen.
De tracks op de tweede cd zijn:
1. Go West (1992 twelve-inch mix) (09:09)
2. Forever in love (05:44)
3. Confidential (demo for Tina Turner) (04:47)
4. Hey, Headmaster (03:06)
5. Shameless (05:04)
6. Too many people (04:24)
7. I wouldn't normally do this kind of thing (seven-inch version) (04:45)
8. Violence (Hacienda version) (05:00)
9. Falling (demo for Kylie Minogue) (04:38)
10. Decadence (03:55)
11. If love were all (03:00)
12. Absolutely Fabulous (single version) (03:46)
13. Euroboy (04:30)
14. Some speculation (06:34)
15. Yesterday, when I was mad (single version) (04:01)
16. Girls and boys (live in Rio) (04:55)

### 13 februari 2009
Op 13 februari 2009 is het oorspronkelijke album opnieuw uitgebracht, als budgetversie (EMI 2682932 (EMI) / EAN 5099926829326). Deze uitgave bestaat uit de eerste cd van de geremasterde versie uit 2001. Het artwork, inclusief de achterkant, is een simulatie van het oorspronkelijke cd-ontwerp.

## Trivia
- De titel van het album dient in één adem uitgesproken te worden met de groepsnaam: Very Pet Shop Boys. Daarmee wilde het duo aangeven dat het weer een "echte" Pet Shop Boys-plaat was, in tegenstelling tot wat velen van het album Behaviour vonden.
- Very is het eerste en tot dusver enige Pet Shop Boys-album dat de nummer 1-positie in de Engelse albumhitparade bereikte.
- Voor de promotie van het album werd voor elke single een videoclip gemaakt die een virtuele ruimte vertoonde waarin de Pet Shop Boys op de een of andere manier een rol speelden. Tevens werd voor elk nummer een apart abstract futuristisch kostuum ontworpen.
- Voor de single Liberation is een capsule gemaakt die door Groot-Brittannië gereisd heeft. Het publiek kon in de capsule plaatsnemen en zo zelf onderdeel worden van de virtuele ruimte van de clip.
- Het nummer Go West is een cover van de Village People. De oorspronkelijke uitvoering is geen grote hit geweest, maar de Pet Shop Boys-uitvoering bracht het nummer in de top 3 van vele hitlijsten. Het nummer wordt nog steeds gezongen in voetbalstadions.
- De single I wouldn't normally do this kind of thing is opmerkelijk. In Groot-Brittannië werd een nieuwe remix uitgebracht, terwijl in de rest van Europa de albumversie op single verscheen. De videoclip bevatte echter de geremixte versie van het nummer. Het is niet duidelijk of dit de bedoeling was of dat het hier om een fout van de platenmaatschappij gaat.
- Het nummer Dreaming of the Queen gaat over Prinses Diana. Het nummer kreeg een bijzondere betekenis na haar overlijden.
- De versie van Yesterday, when I was mad die op single is uitgebracht, is een remix van de albumversie die op Very staat.
- Het album bevat een geheime track. Officieel heet dit nummer Postscript, er wordt ook weleens naar gerefereerd als I believe in ecstasy, de eerste woorden van het nummer.